# Picada Café
Picada Café là một đô thị thuộc bang Rio Grande do Sul, Brasil. Đô thị này có diện tích 85,094 km², dân số năm 2007 là 4824 người, mật độ 56,69 người/km².